# Himalopsyche phryganea
Himalopsyche phryganea là một loài Trichoptera trong họ Rhyacophilidae. Chúng phân bố ở miền Tân bắc.